# Keletnémet férfi jégkorong-válogatott
A Kelentémet férfi jégkorong-válogatott a Német Demokratikus Köztársaság nemzeti csapata volt, 1990-ben Németország újraegyesítésével megszűnt.
A keletnémet válogatott 1956 és 1990 között számos alkalommal szerepelt A divíziós jégkorong világbajnokságon; 1957, 1965, 1966 és 1970-ben érték el legjobb helyezésüket, mind a négy alkalommal az ötödik helyen végeztek. Téli olimpián négy alkalommal szerepeltek; az 1956, 1960 és 1964-es olimpiákon az Egyesült Német Csapat zászlója alatt versenyeztek, egyedül az 1968-as játékokon szerepeltek önálló keletnémet válogatottként.

## Eredmények
1920 és 1968 között a téli olimpia minősült az az évi világbajnokságnak is. Ezek az eredmények kétszer szerepelnek a listában.

### Világbajnokság
- 1956 – divízió B
- 1957 – divízió A
- 1958 – nem vettek részt
- 1959–1961 – divízió A
- 1962 – nem vettek részt
- 1963–1967 – divízió A
- 1969 – divízió B
- 1970 – divízió A
- 1971–1973 – divízió B
- 1974 – divízió A
- 1975 – divízió B
- 1976 – divízió A
- 1977 – divízió B
- 1978 – divízió A
- 1979–1982 – divízió B
- 1983–1985 – divízió A
- 1986–1990 – divízió B

### Olimpiai játékok
- 1952 – nem vettek részt
- 1956 – 6. hely (az Egyesült Német Csapat tagjaként)
- 1960 – 6. hely (az Egyesült Német Csapat tagjaként)
- 1964 – nem jutottak ki
- 1968 – 8. hely
- 1972–1988 – nem jutottak ki